# Harpactea vignai
Harpactea vignai là một loài nhện trong họ Dysderidae.
Loài này thuộc chi Harpactea. Harpactea vignai được miêu tả năm 1978 bởi Brignoli.